# Mercat emergent

Tot i que no hi ha un nombre determinat d'economies emergents, aquest mapa mostra els països que són reconeguts majoritàriament com a tals

Un mercat emergent és una economia de mercat relativament retardada però en procés de ràpida industrialització o creixement. Tanmateix, no hi ha una definició única o universal. En general, els mercats emergents no inclouen aquells països altament industrialitzats o desenvolupats ni tampoc aquells que encara no han començat el camí cap al desenvolupament de llurs mercats.
El terme, que es va popularitzar durant la dècada de 1980 gràcies a l'economista Antoine van Agtmael del Banc Mundial, s'utilitza sovint com a sinònim d'"economia emergent", tot i que fa referència normalment a aquelles economies en transició al desenvolupament. Els mercats emergents han de tenir un nivell de maduresa en llurs institucions de mercat i no només una renda per capita superior a la dels països subdesenvolupats; han de tenir una població relativament elevada, amb molts recursos, i han de ser participants crítics dels esdeveniments econòmics de llur entorn.
No hi ha un nombre determinat de mercats emergents, tot i que els deu més grans són: Mèxic, el Brasil, l'Argentina, Sud-àfrica, Polònia, Turquia, l'Índia, Indonèsia, la República Popular de la Xina i Corea del Sud.
Segons Goldman Sachs les vuit economies emergents i en desenvolupament més grans, ja sigui pel PIB nominal o ajustat a la inflació són els països BRIC (Brasil, Rússia, Índia i la Xina), així com els MIST (Mèxic, Indonèsia, Corea del Sud i Turquia). Aquests últims formen part dels N-11 (Bangladesh, Corea del Sud, Egipte, Filipines, Indonèsia, Iran, Mèxic, Nigèria, Pakistan, Turquia i el Vietnam).
L'Àrea de Lliure Comerç ANSA-Xina, va posar en marxa l'1 de gener de 2010, és el major mercat regional emergent en el món.